# Mocko Pata
Mocko Pata (auch: Río Blanco) ist eine Ortschaft im Departamento Potosí im südamerikanischen Anden-Staat Bolivien.

## Lage im Nahraum
Mocko Pata ist zentraler Ort des Kanton Río Blanco im Municipio Cotagaita in der Provinz Nor Chichas. Mocka Pata liegt auf einer Höhe von 2845 m am rechten Ufer des Río Cotagaita, einem Zufluss des Río Pilcomayo.

## Geographie
Mocko Pata liegt im südlichen Teil der kargen Hochebene des bolivianischen Altiplano. Das Klima ist wegen der Binnenlage kühl und trocken und durch ein typisches Tageszeitenklima gekennzeichnet, bei dem die Temperaturschwankungen zwischen Tag und Nacht in der Regel deutlich größer sind als die jahreszeitlichen Schwankungen.
Die Jahresdurchschnittstemperatur liegt bei 15 °C (siehe Klimadiagramm Cotagaita) und schwankt nur unwesentlich zwischen 11 °C im Juni/Juli und 18 °C im Dezember und Januar. Der Jahresniederschlag beträgt nur etwa 300 mm, mit einer stark ausgeprägten Trockenzeit von April bis Oktober mit Monatsniederschlägen unter 10 mm, und einer Feuchtezeit von Dezember bis Februar mit 70–80 mm Monatsniederschlag.

## Verkehrsnetz
Mocko Pata liegt in einer Entfernung von 264 Straßenkilometern südlich von Potosí, der Hauptstadt des Departamentos.
Von Potosí aus führt die asphaltierte Nationalstraße Ruta 1, die vom Titicaca-See aus in südöstlicher Richtung bis zur argentinischen Grenze führt, über 37 Kilometer nach Cuchu Ingenio. Von dort aus zweigt die Ruta 7 in südlicher Richtung ab und erreicht über Vitichi und Tumusla nach 203 Kilometern Cotagaita. Von hier aus führt eine unbefestigte Landstraße entlang des rechten Ufers des Río Cotagaita 24 Kilometer flussaufwärts bis Mocko Pata.

## Bevölkerung
Die Einwohnerzahl des Ortes ist im vergangenen Jahrzehnt um etwa ein Viertel zurückgegangen:
| Jahr | Einwohner   | Quelle       |
| ---- | ----------- | ------------ |
| 1992 | keine Daten | Volkszählung |
| 2001 | 113         | Volkszählung |
| 2012 | 87          | Volkszählung |
| 2024 |             | Volkszählung |

Die Bevölkerung der Region gehört vor allem dem indigenen Volk der Quechua (Volk) an, 96,1 Prozent der Einwohner im Municipio Cotagaita sprechen die Quechua-Sprache. 